# Thu Hiền (diễn viên)
Thu Hiền (sinh ngày 2 tháng 2 năm 1944) là một nữ diễn viên điện ảnh Việt Nam. Vốn xuất thân từ diễn viên múa, bà bắt đầu nổi tiếng từ vai diễn chị Quyên trong bộ phim Nguyễn Văn Trỗi của đạo diễn Bùi Đình Hạc.

## Cuộc đời
Thu Hiền tên đầy đủ là Ngô Thu Hiền, sinh ngày 2 tháng 2 năm 1944 tại huyện Kim Sơn, tỉnh Ninh Bình. Sau khi tốt nghiệp phổ thông, bà trở thành diễn viên múa của đoàn văn công thuộc lực lượng Công an nhân dân vũ trang (nay là Bộ đội Biên phòng). Năm 1965, bà bất ngờ được đạo diễn Bùi Đình Hạc chọn vào vai chị Quyên (vợ Nguyễn Văn Trỗi) trong tác phẩm điện ảnh Nguyễn Văn Trỗi. Bộ phim ra đời chỉ 2 năm sau khi Nguyễn Văn Trỗi bị xử bắn đã gây được tiếng vang lớn không chỉ trong nước mà còn được đánh giá cao ở quốc tế. Vì tính chất của vai diễn cũng như sự thành công của bộ phim mà hình ảnh của bà gắn liền với cái tên "Quyên". Vai diễn đầu tay này cũng đã giúp bà nhận được bằng khen của Hội Điện ảnh Liên Xô tại Liên hoan phim quốc tế Moskva. Sau thành công của bộ phim đầu tiên, bà được nhận về làm việc tại Xưởng phim truyện Việt Nam. Đến khoảng những năm 2000, bà đã nghỉ đóng phim vì sức khỏe không cho phép.

## Tác phẩm
| Năm  | Phim                             | Vai diễn       | Đạo diễn                                                 | Nguồn |
| ---- | -------------------------------- | -------------- | -------------------------------------------------------- | ----- |
| 1966 | Nguyễn Văn Trỗi                  | Phan Thị Quyên | Nghệ sĩ nhân dân Bùi Đình Hạc, Nghệ sĩ ưu tú Lý Thái Bảo | [ 5 ] |
| 1969 | Cuộc chiến đấu vẫn còn tiếp diễn | Kim Anh        | Nghệ sĩ nhân dân Nguyễn Khắc Lợi, Hoàng Thái             | [ 6 ] |
| 1974 | Dòng sông âm vang                | Lan            | Nguyễn Đỗ Ngọc                                           | [ 1 ] |
| 1977 | Chuyến xe bão táp                | Tuất           | Nghệ sĩ nhân dân Trần Vũ                                 | [ 1 ] |
| 1978 | Khôn dại                         | Liễu           | Nghệ sĩ nhân dân Phạm Văn Khoa                           | [ 1 ] |
| 1979 | Người bạn ấy                     | Lâm Muội       | Nghệ sĩ nhân dân Phạm Văn Khoa                           | [ 6 ] |
| 1981 | Phương án ba bông hồng           | Ly Ly          | Văn Hòa                                                  | [ 6 ] |
| 1984 | Ở miền quê xa                    | Tư Hà          | Danh Tấn                                                 | [ 6 ] |
| 1984 | Những người chiến sĩ thầm lặng   | Hiền           | Nghệ sĩ nhân dân Phạm Văn Khoa                           | [ 1 ] |
| 1988 | Giờ học bình thường              | Cô giáo        | Nguyễn Anh Thái                                          | [ 3 ] |
| 1988 | Hoang tưởng                      | Mỹ Vân         | Nguyễn Anh Thái                                          | [ 7 ] |

## Giải thưởng
| Năm  | Lễ trao giải                  | Hạng mục                                    | Tác phẩm        | Kết quả   | Nguồn       |
| ---- | ----------------------------- | ------------------------------------------- | --------------- | --------- | ----------- |
| 1967 | Liên hoan phim quốc tế Moskva | Giải thưởng của Tạp chí Nghệ thuật điện ảnh | Nguyễn Văn Trỗi | Đoạt giải | [ 8 ] [ 9 ] |